# Matteo Lodo
Matteo Lodo, född 25 oktober 1994, är en italiensk roddare.

## Karriär
Vid olympiska sommarspelen 2016 i Rio de Janeiro tog Lodo brons tillsammans med Domenico Montrone, Matteo Castaldo och Giuseppe Vicino i fyra utan styrman. Vid olympiska sommarspelen 2020 i Tokyo tog han ännu ett brons tillsammans med Matteo Castaldo, Giuseppe Vicino, Marco Di Costanzo och Bruno Rosetti (tävlade endast i försöksheatet) i fyra utan styrman.
Vid EM 2024 i Szeged tog Lodo silver tillsammans med Giovanni Abagnale, Giuseppe Vicino och Nicholas Kohl i fyra utan styrman. Vid olympiska sommarspelen 2024 i Paris slutade de på fjärde plats tillsammans i fyra utan styrman.